# گیزلوئد (سوئد)
شهر گیزلوئد (به سوئدی: Gislaved, Sweden) در ناحیه شهری گیزلوئد در کشور سوئد واقع شده‌است. جمعیت این شهر ۱۵۵۱٫۹۴  نفر است.